# 新世紀エヴァンゲリオン シト育成
『新世紀エヴァンゲリオン シト育成』（しんせいきエヴァンゲリオン シトいくせい）は、『新世紀エヴァンゲリオン』を原作とした育成シミュレーションゲーム。
1999年7月22日にワンダースワン用ゲームソフトとしてバンダイより発売された。

## ゲーム内容
主人公は加持リョウジとして、様々な使徒を育てていく。
システム的にはアドベンチャー＋育成なのだが、育成のシステムが当時流行した『たまごっち』によく似ている。
育成した使徒は、エヴァンゲリオン初号機と対決する結末を迎える。

## 書籍
- 『NEON GENESIS EVANGELION シト育成 パーフェクトガイド』（ソフトバンククリエイティブ） - 1999年8月9日発売